# 釋齊已
釋齊已，唐朝僧人，湖南益陽人，本名胡得成，號齊已，自號衡岳沙門。
是唐朝初期文学家，长年居住于江陵龙兴寺，晚年出任荆州僧正。他的文集《白蓮集》十卷納入四庫全書的集部。